# Бреґґівський пік

Крива Бреґґа на прикладі альфа-частинок з енергією 5,49 МеВ

Бреґґівський пік або пік Бреґґа — пік на графіку залежності втрати енергії частинки від глибини проникнення в речовину. Для альфа-частинок й інших іонів крива має пік незадовго до зупинки частинки. Пік названо ім'ям Брегга, який 1903 року вивчав залежність на прикладі альфа-розпаду.
Крива відображає динаміку взаємодії частинки з речовиною. Основні втрати енергії пов'язані з  іонізацією зарядженою часткою атомів речовини, перетин цього процесу зростає зі зменшенням енергії частинки, внаслідок чого основну частину енергії частинка втрачає перед моментом зупинки.

## Застосування
Феномен того, що пік Бреґґа розташований поблизу повної зупинки частинки, застосовується для лікування раку в адронотерапії. Врахування ефекту дозволяє сконцентрувати дію іонного променя на пухлині пацієнта, мінімізуючи вплив на оточуючі її здорові тканини тіла.